# Phanerotoma improvisa
Phanerotoma improvisa är en stekelart som beskrevs av Herbert Zettel 1991. Phanerotoma improvisa ingår i släktet Phanerotoma och familjen bracksteklar. Inga underarter finns listade i Catalogue of Life.